# 田口謙吉
田口 謙吉（たぐち けんきち、1858年9月29日（安政5年8月23日） - 1928年（昭和3年）10月18日）は、日本の実業家。参天製薬創業者。

## 来歴・人物
安芸国（現：広島県）広島城内（現在の広島市中区に位置）の生まれ。広島藩士・田口牛之助（牧翁）の二男。長女・秀は中川一介の母、三女・鶴は村上敬次郎夫人。藩の学問所（現：修道中学校・高等学校）で漢学、英語を習得し1873年（明治6年）上京し開成学校（現：東京大学）理科に入学。しかし老いた親の世話をするため3年で中退し帰郷。広島県立中学校（現：広島国泰寺高校）の英語教師となる。
1879年（明治12年）分家して一家を立て大阪に出て政治界に身を投じ、板垣退助、中島信行、古沢滋等と日本立憲政党新聞（大阪日報、大阪毎日新聞、現毎日新聞）を起こし自由民権運動に加わる。盛んに自由民権論を主張し、時の政府を相手にして戦ったが、政府の迫害甚だしく新聞事業から離れる。1886年（明治19年）大阪府議会議員となり大阪港の築港に力を注ぐ。また当時の大阪府知事・建野郷三に猛反発し知事辞職に追い込む。
その後、政界から身を引き1889年（明治22年）薬種商となる。1890年（明治23年）大阪市北浜に田口参天堂を創業。風邪薬「ハカリ印ヘブリン丸」を売り出すと評判を呼び、全国にニセ薬が出回る程のヒット商品になった。1899年（明治32年）には点眼薬「大学目薬」を発売、ひげとメガネの博士の商標で子どもにも知られるほどの有名商品となり、中国や東南アジアにも輸出された。大阪府の府会議員市参事会員として10数年名誉職にあったが、1916年（大正5年）社業を人に委ね、住居を東京に移し晩年を送った。

## 家族
- 父・田口牛之助 ‐ 広島藩士[3]
- 妻・たけ（1868-） ‐ 三田藩典医・竹内玄林の三女。同志社出身。竹内家は代々の藩医で、玄林は藩主・九鬼家の主治医となった宣教師ベリーにも学び、明治11年にはイザベラ・バードを家に招待し交流した。玄林の子・竹内雄四郎はクリスチャンとなり、赤心社に参加し、無医村医として活躍した。[3][4][5]
- 長男・田口正平（1896-） ‐ 参天堂役員。京都帝国大学経済学部卒。[3]
- 長女・和（1898-） ‐ 名和又八郎長男・名和武の妻。日本女子大学校師範家政科卒。[3]
- 姉妹・秀 ‐ 牛之助の長女。[4]
  - 長男・中川一介（1867－1923） ‐ 札幌控訴院検事長。東京帝国大学法科大学卒。[6]
  - 三男・中川三郎（1874-） ‐ 吹上温泉 (北海道)経営者。[7]
- 姉妹・鶴 ‐ 牛之助の三女。村上敬次郎の妻。[4]